# Tachpenes
Tachpenes ist im Alten Testament nach 1 Kön 11,19–20  die Gemahlin eines Pharao.

## Etymologie
Der Name Tachpenes (hebräisch תַּחְפְּנֵיס, altgriechisch θεκεμινας Tekeminas) ist im Alten Testament als Personenname nur in 1 Kön 11,19–20  überliefert. Es handelt sich um einen ägyptischen Königinnentitel, welcher „die Frau des Königs / die Königsgemahlin“ bedeutet.
Von dem  Namen Tachpenes ist der Ort Tachpanhes (hebr. תַּחְפַּנְחֵס Tachpanches) zu unterscheiden, der sich im östlichen Nildelta befand und z. B. in Jer 2,16  erwähnt wird.

## Erwähnung im Alten Testament
1 Kön 11 berichtet von dem edomitischen Prinzen Hadad, einem Gegner Salomos, welcher, nachdem er nach Ägypten fliehen musste, dort die Gunst des Pharao erlangte. Dieser erhält daher vom Pharao die Schwester seiner Gemahlin Tachpenes zur Frau. Deren gemeinsamer Sohn Genubat wird von Tachpenes am Hof des Pharao erzogen.